# Schlacht von Aspindza
Aspindza – Nauplia – Orlow-Revolte – Çeşme – Larga – Cahul – Beirut – Patras – Kosludscha – Kertsch

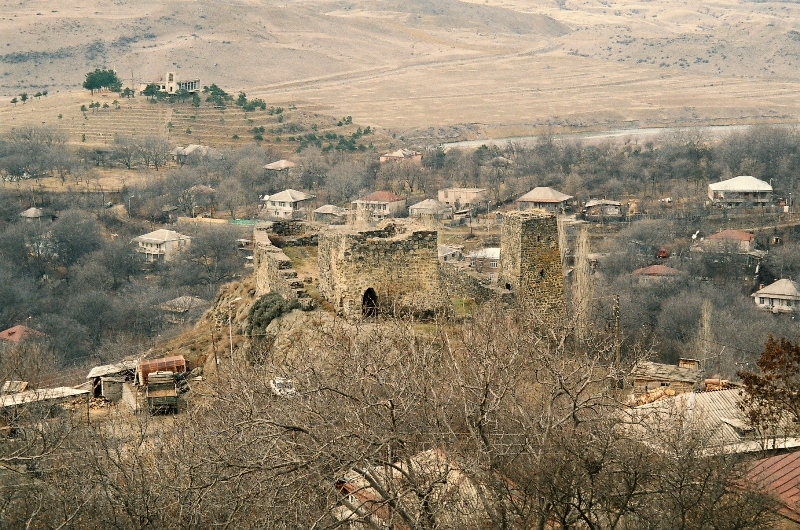
Eine Burg bei Aspindza. Hier befand sich das Schlachtfeld

Die Schlacht von Aspindza ereignete sich am 20. April 1770 und war Teil des Russisch-Türkischen Krieges (1768–1774). Die Schlacht fand im heutigen Georgien nahe dem Ort Aspindza (auch Aspindsa) statt. Dabei trafen die Armee des georgischen Königs Erekle II. und ein osmanisches Kontingent unter deren Befehlshaber Gola Pascha aufeinander.

## Vorgeschichte
Während des Russisch-Türkischen Krieges (1768–1774) entschieden sich die lokalen osmanischen Fürsten eigenmächtig dazu, georgische Gebiete anzugreifen und zu plündern, woraufhin der militärisch unterlegene georgische König Erekle II. Russland um Hilfe bat. Die russische Zarin Katharina II. entsandte daraufhin Graf von Totleben an der Spitze eines russischen Kontingents, um die Georgier zu unterstützen. Trotz anfänglicher Erfolge und der Einnahme mehrerer osmanischer Festungen missachtete Totleben seine Befehle, da er versuchen wollte, die Georgier und Osmanen gegeneinander auszuspielen, um beide Armeen zu schwächen und schließlich vor allem Georgien enger an Russland zu binden. Somit zog sich Totleben kurzerhand einfach nach Russland zurück, als sich beide Armeen eigentlich vereinen sollten. Daraufhin blieb Erekle II. nichts anderes übrig, als alleine gegen die osmanischen Verbände zu kämpfen.

## Verlauf
Nachdem die georgische Armee sich tagelang immer tiefer in das georgische Bergland zurückgezogen hatte, gelang es Erekle II. schließlich die Osmanen in einen Hinterhalt zu verwickeln. Die osmanische Armee bestand aus 9500 Mann, während die georgische gerade einmal 3000 Mann zählte. Im darauffolgenden Kampf gelang es den Georgiern, die Osmanen, welche sich schlecht im Gebirge auskannten und nicht entsprechend ausgerüstet waren, einzukesseln. Die Osmanen mussten sich unter schweren Verlusten zurückziehen.

## Folgen
Durch den Sieg Georgiens scheiterte Totlebens Plan und dieser wurde durch Generalmajor Suchotin ersetzt. An der Kaukasus-Front kam es zu keinen nennenswerten Gefechten mehr, die Gegner verhielten sich in Folge passiv.